# Холцапел
Холцапел (њем. Holzappel) општина је у њемачкој савезној држави Рајна-Палатинат. Једно је од 137 општинских средишта округа Рајн-Лан. Према процјени из 2010. у општини је живјело 1.130 становника. Посједује регионалну шифру (AGS) 7141059.

## Географски и демографски подаци
Холцапел се налази у савезној држави Рајна-Палатинат у округу Рајн-Лан. Општина се налази на надморској висини од 297 метара. Површина општине износи 2,7 km². У самом мјесту је, према процјени из 2010. године, живјело 1.130 становника. Просјечна густина становништва износи 414 становника/km².